# Boby na Zimních olympijských hrách 1998
Boby na olympiádě v Naganu.

## Medailové pořadí zemí
| Pořadí | Země                 | Zlato | Stříbro | Bronz | Celkově |
| ------ | -------------------- | ----- | ------- | ----- | ------- |
| 1      | Německo (GER)        | 1     | 0       | 1     | 2       |
| 2      | Kanada (CAN)         | 1     | 0       | 0     | 1       |
| 2      | Itálie (ITA)         | 1     | 0       | 0     | 1       |
| 4      | Švýcarsko (SUI)      | 0     | 1       | 0     | 1       |
| 5      | Francie (FRA)        | 0     | 0       | 1     | 1       |
| 5      | Velká Británie (GBR) | 0     | 0       | 1     | 1       |
|        | Celkem               | 3     | 1       | 3     | 7       |

## Medailisté

### Muži
| Disciplína | Zlato                                                                                             | Výkon   | Stříbro                                                                      | Výkon   | Bronz | Výkon   |
| ---------- | ------------------------------------------------------------------------------------------------- | ------- | ---------------------------------------------------------------------------- | ------- | --- | ------- |
| dvojbob    | Itálie (ITA) · Günther Huber · Antonio Tartaglia Kanada (CAN) · Pierre Lueders · David MacEachern | 3:37,24 | medaile neudělena                                                            |         | Německo (GER) · Christoph Langen · Markus Zimmermann | 3:37,89 |
| čtyřbob    | Německo (GER) · Christoph Langen · Markus Zimmermann · Marco Jakobs · Olaf Hampel                 | 2:39,41 | Švýcarsko (SUI) · Marcel Rohner · Markus Nüssli · Markus Wasser · Beat Seitz | 2:40,01 | Velká Británie (GBR) · Sean Olsson · Dean Ward · Courtney Rumbolt · Paul Attwood Francie (FRA) · Bruno Mingeon · Emanuel Hostache · Éric Le Chanony · Max Robert | 2:40,06 |